# Окершберя
Окершберя (на шведски: Åkersberga) е град в лен Стокхолм, източната част на централна Швеция. Главен административен център на община Йостерокер. Разположен е на западния бряг на Балтийско море в залива Трелхавен. През града минава каналът Окерш, който свързва залива Трелхавен с езерото Грансвикен. Намира се на около 30 km на североизток от столицата Стокхолм. Има жп гара и малко пристанище. Населението на града е 28 033 жители според данни от преброяването през 2010 г.

## Личности
Родени
- Александер Йослунд (р. 1978), шведски футболист-национал
- Даниел Шьобери (р. 1972), шведски актьор